# Stars Dance Tour
Stars Dance Tour – pierwsza trasa koncertowa Seleny Gomez bez zespołu The Scene.

## Support
- Emblem3 (Ameryka Północna)[1][2]
- Christina Grimmie (Ameryka Północna)[1]
- Anton Ewald (Szwecja)[3]
- The Vamps (Wielka Brytania)[4]
- Union J (Portugalia)[5]

- Timeflies (Belgia, Holania i Francja)[6]
- Xuso Jones (Hiszpania)[6]
- Daniele Negroni (Austria)
- Karl Wolf (Dubaj)

## Setlista
1. "Bang Bang Bang"
2. "Round & Round"
3. "Like a Champion"
4. "B.E.A.T." (przechodzące w "Work" Iggy Azalei)
5. "Stars Dance"
6. "Write Your Name"
7. "Birthday" (przechodzące w "Birthday Cake" Rihanny)
8. "Roar" (cover utworu Katy Perry)
9. "Love You like a Love Song"
10. "Love Will Remember"
11. "Dream" (cover utworu Priscilli Ahn)
12. "Royals" (cover utworu Lorde)
13. "Who Says"
14. "Whiplash"
15. "Naturally"
16. "Undercover"
17. "Save The Day"
18. "A Year Without Rain"
19. "Come & Get It"
20. "Slow Down"